# Tụ huyết trùng
Tụ huyết trùng là bệnh nhiễm trùng do một loài vi khuẩn chi Pasteurella,, được tìm thấy ở người và các động vật khác.
Pasteurella multocida (P. septica) được mang theo trong miệng và đường hô hấp của một số loài động vật, đặc biệt là mèo. Nó là một loại trực khuẩn Gram âm nhỏ với nhuộm lưỡng cực bằng dấu vết Wayson. Ở động vật có thể bắt nguồn từ nhiễm trùng huyết tối cấp (dịch tả gà), nhưng cũng là một hội sinh.
Động vật bị bệnh bị tụ huyết và xuất huyết ở những vùng da trên cơ thể. Bệnh gây ra ở trâu, bò trưởng thành. Vi khuẩn có sức đề kháng cao, tồn tại lâu ở chuồng trại và đất ẩm thiếu ánh sáng, trong giếng nước bẩn có chứa nhiều chất hữu cơ. Trong nền chuồng trại vi khuẩn có thể sống được từ vài tháng đến 01 năm.